# Tomba del milite ignoto (Varsavia)
La tomba del milite ignoto (in polacco: Grób Nieznanego Żołnierza) di Varsavia, in Polonia, è un monumento dedicato ai combattenti ignoti che hanno dato la loro vita per l'indipendenza della Polonia. È una delle molteplici tombe del Milite Ignoto che sono state erette a seguito della prima guerra mondiale ed è il monumento più importante di questo tipo nel Paese.

## Storia
La tomba del Milite Ignoto è stata costruita nel 1925. Dal 2 novembre dello stesso anno ospita le spoglie di un soldato senza identità, difensore della città di Leopoli, che fu ucciso durante la battaglia tra Polonia e Ucraina tra il 1918 e il 1919. Insieme al corpo vennero depositati alcuni recipienti contenenti dei frammenti di terreno, prelevati da più di una decina di campi di battaglia che si trovavano sul confine orientale.
Oggi la tomba è costantemente illuminata da una fiamma eterna ed è sorvegliata dai militari dell'Esercito polacco, i quali operano un cambio della guardia ad ogni ora del giorno. Attorno al monumento si svolgono la maggior parte delle commemorazioni militari ufficiali ed è anche il luogo cui i rappresentanti stranieri depongono le ghirlande quando visitano lo Stato.

## Ubicazione
Il monumento si trova nella piazza Piłsudski all'ingresso dei Giardini Sassoni, al di sotto di tre arcate del colonnato del Palazzo dei Sassoni, un palazzo neoclassico ottocentesco che fu fatto esplodere dopo la Rivolta di Varsavia nel 1944. Il palazzo non è stato ricostruito.